# Lupinus lechlerianus
Lupinus lechlerianus är en ärtväxtart som beskrevs av Charles Piper Smith. Lupinus lechlerianus ingår i släktet lupiner, och familjen ärtväxter. Inga underarter finns listade i Catalogue of Life.